# アサシン クリード エツィオ コレクション
『アサシン クリード エツィオ コレクション』(Assassin's Creed Ezio Collection)は、ユービーアイソフトより2017年2月23日に発売されたPlayStation 4用ゲームソフト。略称は「ACEC」。
「アサシン クリードシリーズ」の1作で、暗殺者エツィオ・アウディトーレが主人公の「エツィオ3部作」を収録したコレクションソフト。

## 概要
ルネサンス期のイタリアを舞台にした『アサシン クリード II』、『アサシン クリード ブラザーフッド』、『アサシン クリード リベレーション』の3部作を収録している。また関連する映像作品の『アサシン クリード リネージ』と『アサシン クリード エンバース』も収録している。ただし、1人プレイモードのみで、マルチプレイヤーモードは未収録。